# Bahnstrecke Tarnowskie Góry–Zawiercie
| Streckennummer: | 182                  |                                                   |                                                 |
| Streckenlänge: | 44,949 km            |                                                   |                                                 |
| Spurweite: | 1435 mm (Normalspur) |                                                   |                                                 |
| Stromsystem: | 3 kV =               |                                                   |                                                 |
| Streckengeschwindigkeit: | 140 km/h             |                                                   |                                                 |
| |                      |                                                   |                                                 |
| \| \| \| von Bytom (Beuthen; Kohlenmagistrale) \| \| \| \| 0,000 \| Tarnowskie Góry (Tarnowitz[1]) \| 297 m \| \| \| \| nach Fosowskie (Voßwalde) \| \| \| \| \| Rangierbahnhof Tarnowskie Góry \| \| \| \| \| nach Kalety (Stahlhammer; Kohlenmagistrale) \| \| \| \| 6,278 \| Abzweig Gosek \| 302 m \| \| \| 6,811 \| Miasteczko Śląskie Centrum (seit 2023) \| Miasteczko Śląskie Centrum (seit 2023) \| \| \| \| Schmalspurbahn Pole Północne–Bibiela \| \| \| \| 8,126 \| Miasteczko Śląskie Żyglin (Großbirken; früher PV) \| 304 m \| \| \| 12,431 \| Miasteczko Śląskie Brynica \| 286 m \| \| \| 16,547 \| Ożarowice \| 298 m \| \| \| 18,293 \| Pyrzowice Lotnisko (seit 2023) \| Pyrzowice Lotnisko (seit 2023) \| \| \| \| Anschlussgleise \| \| \| \| 19,800 \| Mierzęcice Zawierciańskie \| 303 m \| \| \| 22,007 \| Mierzęcice (seit 2023) \| 302 m \| \| \| \| Anschluss Electrolux \| \| \| \| \| Landesstraße 1 \| \| \| \| 30,205 \| Siewierz (Sewern) \| 301 m \| \| \| \| Anschluss Dolomitbergwerk \| \| \| \| \| Landesstraße 78 \| \| \| \| 36,972 \| Poręba (Haudorf) \| 327 m \| \| \| 42,572 \| Zawiercie Kądzielów (noch nicht eröffnet[2]) \| 328 m \| \| \| \| Anschluss \| \| \| \| \| Anschluss Umspannwerk \| \| \| \| \| Anschluss \| \| \| \| \| Abzweig Zawiercie Pniaki Zw12 \| 328 m \| \| \| \| nach und von Dąbrowa Górnicza (Dombrowa) \| \| \| \| 44,949 \| Zawiercie (Warthenau) \| 333 m \| \| \| \| nach Częstochowa (Tschenstochau) und Włoszczowa \| \| |                      |                                                   |                                                 |
| Strecke |                      | von Bytom (Beuthen; Kohlenmagistrale)             | von Bytom (Beuthen; Kohlenmagistrale)           |
| Bahnhof | 0,000                | Tarnowskie Góry (Tarnowitz)                       | 297 m                                           |
| Abzweig geradeaus und nach links |                      | nach Fosowskie (Voßwalde)                         | nach Fosowskie (Voßwalde)                       |
| Dienststation / Betriebs- oder Güterbahnhof |                      | Rangierbahnhof Tarnowskie Góry                    | Rangierbahnhof Tarnowskie Góry                  |
| Abzweig geradeaus, nach links und ehemals von links |                      | nach Kalety (Stahlhammer; Kohlenmagistrale)       | nach Kalety (Stahlhammer; Kohlenmagistrale)     |
| ehemalige Blockstelle | 6,278                | Abzweig Gosek                                     | 302 m                                           |
| Haltepunkt / Haltestelle | 6,811                | Miasteczko Śląskie Centrum (seit 2023)            | Miasteczko Śląskie Centrum (seit 2023)          |
| Kreuzung geradeaus oben |                      | Schmalspurbahn Pole Północne–Bibiela              | Schmalspurbahn Pole Północne–Bibiela            |
| Dienststation / Betriebs- oder Güterbahnhof | 8,126                | Miasteczko Śląskie Żyglin (Großbirken; früher PV) | 304 m                                           |
| ehemaliger Haltepunkt / Haltestelle | 12,431               | Miasteczko Śląskie Brynica                        | 286 m                                           |
| ehemaliger Haltepunkt / Haltestelle | 16,547               | Ożarowice                                         | 298 m                                           |
| Bahnhof | 18,293               | Pyrzowice Lotnisko (seit 2023)                    | Pyrzowice Lotnisko (seit 2023)                  |
| Abzweig geradeaus, ehemals von links und ehemals von rechts |                      | Anschlussgleise                                   | Anschlussgleise                                 |
| ehemaliger Bahnhof | 19,800               | Mierzęcice Zawierciańskie                         | 303 m                                           |
| Haltepunkt / Haltestelle | 22,007               | Mierzęcice (seit 2023)                            | 302 m                                           |
| Abzweig geradeaus und von links |                      | Anschluss Electrolux                              | Anschluss Electrolux                            |
| Strecke mit Straßenbrücke |                      | Landesstraße 1                                    | Landesstraße 1                                  |
| Bahnhof | 30,205               | Siewierz (Sewern)                                 | 301 m                                           |
| Abzweig geradeaus und nach links |                      | Anschluss Dolomitbergwerk                         | Anschluss Dolomitbergwerk                       |
| Strecke mit Straßenbrücke |                      | Landesstraße 78                                   | Landesstraße 78                                 |
| Bahnhof | 36,972               | Poręba (Haudorf)                                  | 327 m                                           |
| ehemaliger Haltepunkt / Haltestelle | 42,572               | Zawiercie Kądzielów (noch nicht eröffnet)         | 328 m                                           |
| Abzweig geradeaus und ehemals nach links |                      | Anschluss                                         | Anschluss                                       |
| Abzweig geradeaus und ehemals von rechts |                      | Anschluss Umspannwerk                             | Anschluss Umspannwerk                           |
| Abzweig geradeaus und ehemals von links |                      | Anschluss                                         | Anschluss                                       |
| ehemalige Blockstelle |                      | Abzweig Zawiercie Pniaki Zw12                     | 328 m                                           |
| Abzweig geradeaus, nach rechts und von rechts |                      | nach und von Dąbrowa Górnicza (Dombrowa)          | nach und von Dąbrowa Górnicza (Dombrowa)        |
| Bahnhof | 44,949               | Zawiercie (Warthenau)                             | 333 m                                           |
| Strecke |                      | nach Częstochowa (Tschenstochau) und Włoszczowa   | nach Częstochowa (Tschenstochau) und Włoszczowa |

Die Bahnstrecke Tarnowskie Góry–Zawiercie (zum Zeitpunkt der durchgehenden Eröffnung unter deutscher Besetzung: Tarnowitz–Warthenau) ist eine elektrifizierte Eisenbahnstrecke in der polnischen Woiwodschaft Schlesien.

## Verlauf und Ausbauzustand
Die Bahnstrecke Tarnowskie Góry–Zawiercie beginnt im Bahnhof Tarnowskie Góry (Tarnowitz) an der Bahnstrecke Chorzów–Tczew, der sogenannten Kohlenmagistrale, und verläuft erst nordwärts durch den Rangierbahnhof Tarnowskie Góry, dann östlich über Pyrzowice Lotnisko (km 18,293), den Bahnhof des Flughafens Katowice-Pyrzowice, und Siewierz (unter Besatzung deutsch Sewern; km 30,201) nach Zawiercie (unter Besatzung deutsch Warthenau; km 44,949) an der Bahnstrecke Warszawa–Katowice.
Im Zuge der Reaktivierung der Strecke wurde sie mit 3000 Volt Gleichspannung elektrifiziert und weitgehend für 140 km/h (für Personenzüge) und 100–120 km/h (für Güterzüge) ausgebaut.

## Geschichte
Als erster Abschnitt wurde der Abschnitt Poręba–Zawiercie am 22. Juli 1937 als eingleisige Güterzugstrecke von den Polnischen Staatseisenbahnen eröffnet, die Gesamtstrecke Tarnowitz (Tarnowskie Góry)–Warthenau (Zawiercie) wurde am 10. August 1942 unter deutscher Besatzung von der Deutschen Reichsbahn eröffnet, gleichzeitig wurde auch auf dem bisherigen Abschnitt Personenverkehr aufgenommen. Das Kursbuch vom Mai 1943 sah drei Zugpaare vor.
Am 1. Juli 1964 wurde auf dem Abschnitt Tarnowskie Góry–Miasteczko Śląskie Żyglin der Personenverkehr eingestellt, auf der Reststrecke bis Zawiercie wurde er noch bis zum 30. Juli 1975 aufrechterhalten. Auch der Güterverkehr wurde außer im Bereich des Rangierbahnhofs Tarnowskie Góry und auf dem Abschnitt Siewierz–Tarnowskie Góry seitdem eingestellt. 2000 wurde in Miasteczko Śląskie die Brücke über die Schmalspurbahn Pole Północne–Bibiela und die Woiwodschaftsstraße 908 abgerissen.
Die Strecke wurde 2022–2023 neu aufgebaut und wird seit dem 10. Dezember 2023 wieder durchgängig im Personenverkehr bedient.